# Alison Des Forges
Alison Des Forges (née Liebhafsky) (20 d'agost de 1942 – 12 de febrer de 2009) va ser una historiadora estatunidenca i activista dels drets humans que es va especialitzar en la Regió dels Grans Llacs Africans, particularment en el genocidi ruandès de 1994. Al moment de la seva mort, era assessora principal al continent africà d'Human Rights Watch. Va morir en un accident aeri el 12 de febrer de 2009.

## Vida
Des Forges va néixer Alison B. Liebhafsky el 20 d'agost de 1942, filla de Sybil Small i Herman A. Liebhafsky. Es va casar amb Roger Des Forges, un historiador de la Universitat de Buffalo especialitzat en Xina, en 1964. Des Forges es va graduar en història al Radcliffe College en 1964, i es va llicenciar i doctorar en la mateixa disciplina a la Universitat Yale en 1966 i 1972. La seva tesina i la seva tesi doctoral es basaren en l'impacte del colonialisme europeu a Ruanda. Defeat Is the Only Bad News: Rwanda under Musinga, 1896–1931, la seva dissertació, va ser publicada pòstumament en 2011. Descrivint la política de la cort durant el regnat de Yuhi Musinga, mostra com les divisions entre els diferents grups a Ruanda formen les seves respostes als governs colonials, missioners i comerciants.
Es va especialitzar en l'àrea d'estudi dels Grans Llacs Africans i el genocidi de Ruanda. Ella era una autoritat en violacions dels drets humans a la República Democràtica del Congo i a Burundi.
Des Forges va deixar la vida acadèmica en 1994 com a resposta al genocidi de Ruanda, treballant a temps complet en els drets humans. El 1999 li van concedir una de les Beques MacArthur i esdevingué la principal assessora de Human Rights Watch per al continent africà.
Va morir el 12 de febrer de 2009 en l'accident d'aviació del Vol 3407 de Continental Connection, en ruta des de Newark, Nova Jersey, a la seva llar a Buffalo, Nova York.

## Testimoni del genocidi ruandès
Es creu que Des Forges és l'estatunidenc més coneixedor del genocidi a mesura que s'està desenvolupant. Ella estava parlant per telèfon amb Monique Mujawamariya a Ruanda a l'abril de 1994, quan Mujawmariya disculpar per posar-se al telèfon, ja que no volia que Des Forges escoltés la seva mort. Mujawmariya va viure, però els seus informes significaren que Des Forges va ser un dels primers estrangers a observar que un genocidi en tota regla estava en marxa a Ruanda, i després va dirigir un equip d'investigadors per establir els fets. Ella va testificar 11 vegades davant del Tribunal Penal Internacional per a Ruanda, i va donar proves sobre el genocidi de Ruanda als panells de l'Assemblea Nacional Francesa, el Senat belga, el Congrés dels Estats Units, l'Organització de la Unitat Africana, i les Nacions Unides.
En 1999 va escriure el llibre Leave None to Tell the Story, del qual The Economist i The New York Times van descriure com la narració definitiva del genocidi ruandès. En el seu llibre, va argumentar que el genocidi fou organitzat pel govern ruandès d'aleshores dominat pels hutu i no pas el sorgiment espontani dels conflictes tribals.

## Llegat
L'africanista René Lemarchand afirma, que la història de Ruanda sigui totalment coneguda avui dia als Estats Units es deu molt a l'obra de Philip Gourevitch i Alison Des Forges.
El Premi Alison Des Forges per Activisme Extraordinari rep el nom per ella; fins al 2009 era conegut com el Premi Defensors dels Drets Humans. És atorgat per Human Rights Watch.